# الجدال مع البلهاء
كتاب «الجدال مع البلهاء» ألفه مضيف البرامج الحوارية الإذاعية المشتركة المحافظة غلين بيك، بالتعاون مع شركته ميركوري راديو آرتس.
ويأتي هذا الكتاب في سلسلة من ردود بيك مرتديًا مجموعة متنوعة من الزي الذي يرتديه الآباء المؤسسون للولايات المتحدة، على تصريحات أدلى بها «الأبله» الذي يؤديه بيك، ومن الواضح انه كان يرتدي زيًا عسكريًا كنوع من السخرية، ويتألف من سترة معدلة بشعار الجيش الإلماني وقبعة قناع سوفيتية، ومع صورة نموذجية على غلاف الكتاب الأمامي، وعلى الغلاف الخلفي بعض الانتقادات السلبية لدى بيك.
ومن بين القضايا التي يناقشها بيك في كتابه: التقدمية في الولايات المتحدة، الرأسمالية، التعديل الثاني لقانون الولايات المتحدة، وكذلك التعليم، الطاقة في أمريكا، النقابات العمالية، الهجرة غير الشرعية، «الدول الحاضنة»، امتلاك السكن، الاقتصاد الامريكي، رؤساء الولايات المتحدة، الرعاية الصحية الشاملة، ودستور الولايات المتحدة.

## الوصف
احتل كتاب الجدال مع البلهاء المركز الأول في قائمة أفضل الكتب مبيعًا في صحيفة نيويورك تايمز خلال الأسبوع الأول من الإصدار.
علق كريستوفر ميشيل في (Brooklyn Rail) عن الكتاب بأنه للقراءة والمرح نوعا ما، مع حقائق وآراء يسهل ايجادها، ويؤكد إذا كان الهدف من هذا الكتاب هو إقناع الليبراليين بصحة الحقيقة وفقًا لبيك، فهو فشل ذريع. ويبدأ عنوان الكتاب بعبارة مهينة وتستمر الانتقادات داخل الكتاب، وبحسب ماقاله ميشيل عن محاولة بيك لقطع العلاقات بين الليبراليين والمحافظين من خلال تشجيع جماهيره على التقليل من شأن أي شخص يختلفون معه لهو أمر مؤسف وخطير. ويقول بيك في مقدمة الكتاب كإبراء للذمة، أن المقصود بالأبله يمكن أن تعني ناشطًا سياسيًا بجدول أعمال يفوق قدرته، أو شخصًا حسن النية زود بمعلومات مضللة قليلاً وأحيانًا يكون الأبله أنا.
انتقدت مجموعة المناصرة الليبرالية (Media Matters)  ومقدم إم إس إن بي سي كيث أولبرمان  الكتاب لسوء فهمه وأثنى على المادة الأولى ، القسم 9، البند 1 من الدستور الذي يحظر فعليًا على الكونغرس حظر استيراد العبيد حتى عام 1808 مع السماح ضريبة لا تتجاوز 10 دولارات على كل شخص مستورد. وكتب بيك أن المؤسسون وضعوا بالفعل ثمنًا للقدوم إلى هذا البلد 10 دولارات للفرد. ومن الواضح أنهم شعروا أن هناك قيمة للعيش هنا. ولكن ليس بعد الآن، ففي هذه الأيام لا يمكننا أن نطلب أي شيء من المهاجرين بما فيها الامتثال لقوانين الدولة. ووصف بيك في وقت لاحق من الكتاب تجارة الرقيق بأنها مروعة وكيفية حماية هذا البند للممارسة وتوسيع نطاقها.

## ملحوظات
هناك العديد من الأوصاف للزي الموجود على الغلاف بما فيها الزي العسكري لألمانيا الشرقية، وزي المفوض السوفيتي والزي العسكري السوفياتي. لم يحدد بيك نوع الزي الرسمي، لكنه يشير إلى الشخصية التي يؤديها بها على أنه صديقنا الأبله.

## روابط خارجية
- الموقع الرسمي